# Яготинский исторический музей
Яготинский исторический музей (укр. Яготинський історичний музей) — государственный музей в городе Яготин Яготинского района Киевской области Украины.

## История
Яготинский районный историко-краеведческий музей был организован на общественных началах в 1960 году на базе ранее существовавшего школьного музея городской школы № 3, созданного под руководством учителя истории и краеведа О. И. Луценко.
В 1972 году учреждение стало отделом Переяслав-Хмельницкого исторического музея.
С 1977 года музей имеет статус отдельного государственного исторического музея.
После провозглашения независимости Украины стал государственным музеем Украины, в его состав была передана городская картинная галерея (открытая в 1983 году).

## Современное состояние
В состав музея входят 7 отделов и экспозиций, в залах представлено свыше 5 тысяч экспонатов.